# بلاکلی آیلند (واشینگتن)
بلاکلی آیلند (به انگلیسی: Blakely Island) یک منطقهٔ مسکونی در ایالات متحده آمریکا است که در شمال غربی پسیفیک واقع شده‌است. بلاکلی آیلند ۵۶ نفر جمعیت دارد.